# Miroslav Ondříček
Miroslav Ondříček (4. listopadu 1934 Praha – 28. března 2015) byl český kameraman a jeden z tvůrců České nové vlny. Byl dlouholetým spolupracovníkem Miloše Formana. Byl nominován i na Oscara a stal se držitelem Českého lva.

## Život
Narodil se 4. listopadu 1934 v Praze, vyrostl na Žižkově v rodině živnostníka.
Základní školu dokončil v roce 1949 a jako syn živnostníka nesměl studovat. Nastoupil do učebního oboru, kde se učil práci se železem, a o rok později přešel do učebního oboru filmového laboranta. Po ukončení učebního oboru nastoupil do laboratoří Barrandovských ateliérů, následně se stal asistentem kamery a později asistentem zpravodajského filmu. Začal studovat večerní školu filmové tvorby na FAMU v Praze. Teprve po dvanácti letech se dostal k práci na celovečerních filmech, kdy začal spolupracovat jako kameraman, na filmech Miloše Formana a Ivana Passera.
Miroslav Ondříček se podílel jako kameraman na čtyřech desítkách celovečerních filmů, kdy polovinu z nich natočil v zahraničí. Spolupracoval i s českým režisérem Vávrou, americkým režisérem Mendelem, Hillem a Angličanem Lindsayem Andersonem. Mezi nejslavnější filmy, na kterých se podílel, patří: Lásky jedné plavovlásky, If, Hoří, má panenko, O Lucky Man, Vlasy, Ragtime, Amadeus, Valmont, Taking Off.
Byl členem správní rady Filmové akademie Miroslava Ondříčka v Písku a byl členem dozorčí rady akciové společnosti SK Slavia Praha - fotbal. V letech 2004 až 2015 zastával funkci Prezidenta České filmové a televizní akademie.
Miroslav Ondříček byl dlouholetým pedagogem na pražské FAMU. Jeho jméno pak nese Filmová akademie v Písku, které byl patronem.
Dne 29. března 2015 zemřel po delším pobytu v nemocnici ve věku 80 let. Poslední rozloučení se konalo v úterý 7. dubna 2015 v bazilice sv. Petra a Pavla na pražském Vyšehradě.
Byl dvakrát ženatý, s Evou Ondříčkovou žil 51 let, mají spolu syna Davida, režiséra a producenta.

## Ocenění
- 1981 nominace na Oskara (Ragtime)
- 1984 nominace na Oskara (Amadeus)
- 1999 Český lev za dlouholetý přínos českému filmu
- 2003 cena za celoživotní dílo v makedonské Bitole
- 2004 cena Americké unie kameramanů za přínos mezinárodní kinematografii v Los Angeles
- 2004 Krišťálový globus za umělecký přínos světové kinematografii na karlovarském festivalu
- 2005 cena za celoživotní dílo Asociace českých kameramanů
- 2006 Medaile Za zásluhy  I.stupně

## Tvorba
- Intimní osvětlení (1965)
- Lásky jedné plavovlásky (1965)
- Mučedníci lásky (1966)
- Hoří, má panenko (1967)
- Co nikdy nepochopím… (1968, televizní)
- If (1968, Velká Británie)
- Tělo Diany (1969)
- Taking Off (1971, USA)
- Homolka a tobolka (1972)
- Jatka č. 5 (1972, USA)
- O Lucky Man (1973, Velká Británie)
- Drahé tety a já (1974)
- Televize v Bublicích aneb Bublice v televizi (1974)
- Hřiště (1975)
- Dvojí svět hotelu Pacifik (1975)
- Jakub (1976)
- Konečně si rozumíme (1976)
- Příběh lásky a cti (1977)
- Nechci nic slyšet (1978)
- Vlasy (1979, USA)
- Božská Ema (1979)
- Temné slunce (1980)
- Ragtime (1981, USA)
- Svět podle Garpa (1982, USA)
- Amadeus (1984, USA)
- Smrtící triky F/X (1985, USA)
- Vzdálená harmonie (1987, USA)
- Blázinec (1988, USA)
- Valmont (1989, Francie, Velká Británie)
- Čas probuzení (1990, USA)
- Velké vítězství (1992, USA)
- Kazatelova žena (1996, USA)